# Kirke Helsinge
Kirke Helsinge er en by på Nordvestsjælland med 515 indbyggere  (2024), beliggende 3 km syd for Gørlev, 7 km vest for Høng, 18 km nord for Slagelse og 22 km syd for Kalundborg. Byen hører til Kalundborg Kommune og ligger i Region Sjælland.
Kirke Helsinge ligger i Kirke Helsinge Sogn, og Kirke Helsinge Kirke ligger i byen.

## Historie
I Jægerstenalderen var Tissø meget større end nu og gik ned til Mullerup, hvor mange små øer stak op af søen. Området er nu mose, og her i Maglemose (Mullerup Mose) 2½ km syd for Kirke Helsinge har man fundet de ældste bopladser i Norden. De har givet navn til Maglemosekulturen.
Ved Dalby 2½ km vest for Kirke Helsinge findes jættestuen Rævehøj, der med 2,5 m lofthøjde er Danmarks højeste og en af de bedst bevarede. Den er fra 3300-3200 f.Kr. i Bondestenalderen og har været gravplads for ca. 100 mennesker.

## Pastor Feilberg
Nicolai Laurentius Feilberg (1806-99), der var en central figur i den dansksindede bevægelse i hertugdømmet Slesvig, blev efter krigen i 1864 afskediget som præst i Ullerup, der nu var tysk område. Han kom først til Odense og senere til Kirke Helsinge.